# Municipio de Marion (condado de St. Francois)
El municipio de Marion (en inglés: Marion Township) es un municipio ubicado en el condado de Saint François en el estado estadounidense de Misuri. En el año 2010 tenía una población de 2334 habitantes y una densidad poblacional de 16,21 personas por km².

## Geografía
El municipio de Marion se encuentra ubicado en las coordenadas 37°58′4″N 90°25′46″O / 37.96778, -90.42944. Según la Oficina del Censo de los Estados Unidos, el municipio tiene una superficie total de 143.97 km², de la cual 142.72 km² corresponden a tierra firme y (0.87%) 1.25 km² es agua.

## Demografía
Según el censo de 2010, había 2334 personas residiendo en el municipio de Marion. La densidad de población era de 16,21 hab./km². De los 2334 habitantes, el municipio de Marion estaba compuesto por el 98.29% blancos, el 0.3% eran afroamericanos, el 0.56% eran amerindios, el 0.04% eran asiáticos, el 0.09% eran isleños del Pacífico, el 0.13% eran de otras razas y el 0.6% pertenecían a dos o más razas. Del total de la población el 0.47% eran hispanos o latinos de cualquier raza.